# Кузня в Смоленську
 Кузня в Смоленську  – найдавніша цивільна споруда Смоленська, що збереглась. Нині тут розташовано Музей ковальського ремесла. Розташована за адресою: вул. Леніна, 8а.
Збудована наприкінці XVII ст. За часів Речі Посполитої тут зберігався місцевий архів. В 1785 р. колишній польський архів пристосували під кузню сусіднього військового Інженерного підрозділу. Споруда Інженерного підрозділу була зруйнована, а від колишнього комплексу збережена його кузня.
Споруда цегляна, одноповерхова, крита двосхилим дахом, вкрита черепицею. Непотинькована, фасади прикрашені кутовими пілястрами спрощеного малюнку.
У 1982 році споруду відвели під новостворений Музей ковальського ремесла. В експозиції закладу оригінальний ковальський реманент, ковадло, міхи, вироби ковальського ремесла XVII-XIX століть.